# Monumento Kyffhäuser
El monumento Kyffhäuser (en alemán: Kyffhäuserdenkmal), también conocido como monumento Barbarroja (Barbarossadenkmal), es un monumento al emperador Guillermo ubicado en el macizo montañoso de Kyffhäuser, en el estado federado de Turingia, Alemania. Fue erigido entre 1890 y 1896 sobre las ruinas del medieval castillo de Kyffhausen, en las inmediaciones de Bad Frankenhausen. Es famoso por ser el tercer monumento conmemorativo más grande de Alemania.

## Descripción
El monumento Kyffhäuser es uno de los dedicados al emperador Guillermo más importantes de los tantos distribuidos por toda la geografía alemana. Fue diseñado por el arquitecto Bruno Schmitz, que fue también quien diseñó los otros dos grandes memoriales, el monumento a la Batalla de las Naciones (Völkerschlachtdenkmal) en Leipzig, que conmemora la batalla de Leipzig de 1813, y el monumento al emperador Guillermo de Porta Westfalica.
El monumento tiene una altura total de 81 metros y está ubicado a una altitud de 420 metros encima de un macizo rocoso de la cordillera oriental de Kyffhäuser, de unos 800 metros de largo, justo por debajo de los 439 metros de altitud del castillo imperial Kyffhausen, erigido en la alta cima de la misma montaña. El paraje se encuentra en Steinthaleben, en el distrito de Kyffhäuserland, a unos 6,5 km al norte de Bad Frankenhausen, y forma parte de la llanura de Goldene Aue.